# Illustrirte Zeitung
Ne doit pas être confondu avec Berliner Illustrierte Zeitung.

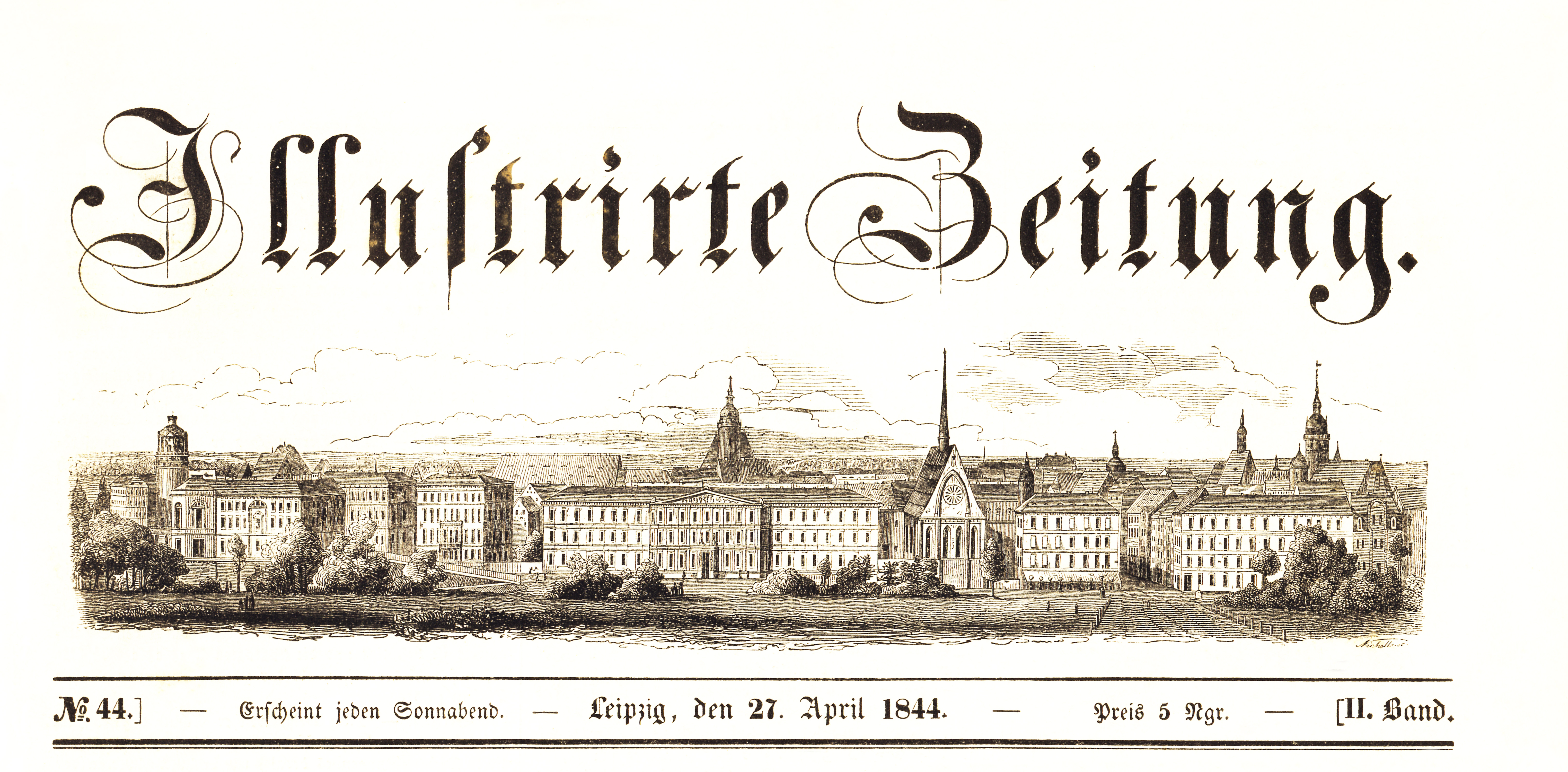
Titre et marque du support en 1844.

Illustrirte Zeitung (le Journal illustré), parfois appelé Leipziger Illustrirte Zeitung, est un périodique hebdomadaire illustré allemand fondé en juillet 1843 et disparu en septembre 1944.

## Histoire
Illustrirte Zeitung est lancé à Leipzig le 1er juillet 1843 au prix de 5 groschen, et s'inspire de The Illustrated London News et de L'Illustration. Il est, dans sa forme, le premier magazine allemand. Ses fondateurs sont Carl Berendt Lorck (1814-1905), qui le dirige jusqu'en 1845, et l'éditeur Johann Jacob Weber. Les illustrations sont au départ issues de la gravure sur bois. Weber s'associe ensuite avec la maison d'édition F. V. Brockhaus. À partir de 1856-1857, le rédacteur en chef est Julius Grosse.
Au niveau de sa diffusion, six mois après son lancement, elle a été de 7 500 exemplaires, trois ans plus tard, elle atteint 11 000 exemplaires ; le tirage moyen le plus élevée fut d'environ 100 000 exemplaires. Dans les années 1880, l'abonnement annuel est au prix de 7 marks.
En 1883, est publiée la première reproduction d'une photographie, par le biais de l'autotypie (procédé d'impression en demi-teinte, ancêtre de la photogravure) inventé par Georg Meisenbach (1841-1912).
Aligné comme l'ensemble de la presse sur le régime nazi à partir de 1933, il disparaît en septembre 1944, avec le numéro 5041. En décembre, une nouvelle formule tente d'être lancée, intitulée Der europäische Mensch (L'Homme européen) mais ne connaît pas de suite du fait de la guerre.

## Quelques illustrateurs
- Georg Bleibtreu
- Hans von Hayek
- Alex Kircher
- Richard Knötel
- Theo Matejko